# راویولی

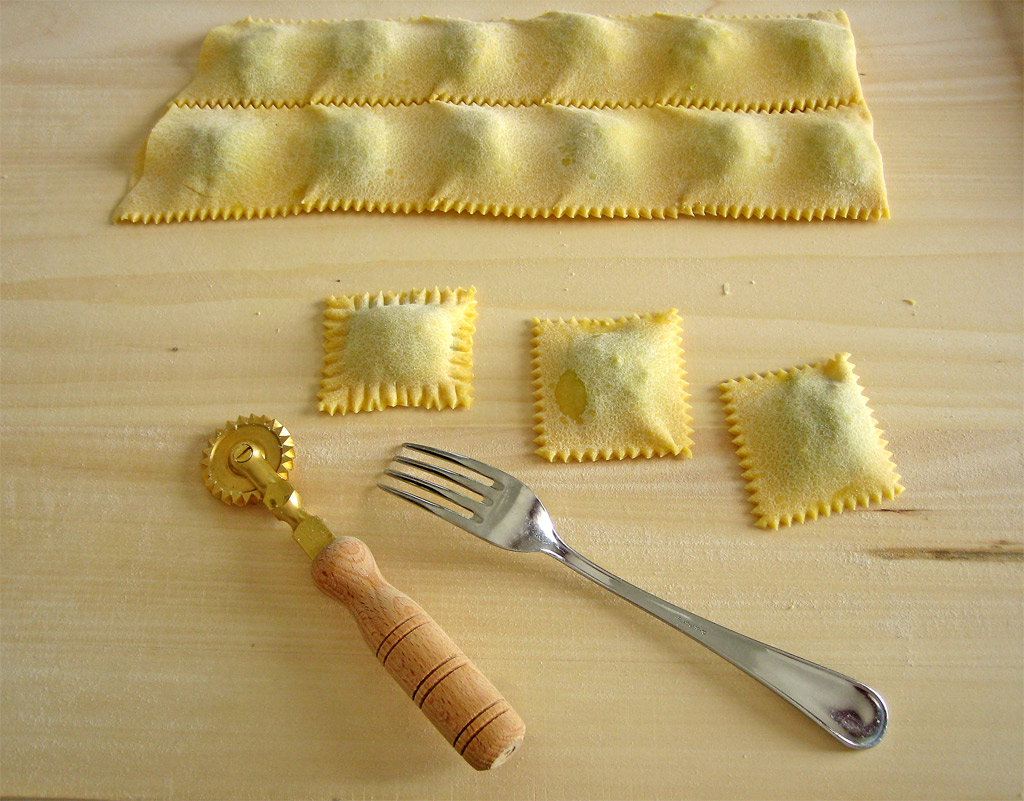

راویولی (به ایتالیایی: Ravioli) نوعی پاستای بالشتی‌شکل کوچک و مغزپُر ایتالیایی است که به صورت چهارگوش یا گرد تهیه شده و مواد گوناگونی همچون پنیر، گوشت یا سبزیجات، ترکیبات درون آن را تشکیل می‌دهند.
راویولی‌ها را برای خوردن ابتدا در آب‌جوش پخته، سپس آب‌کششان کرده بر رویشان خامه، پنیر یا سس گوجه‌فرنگی می‌ریزند و ترکیب به‌دست آمده را در اجاق می‌پزند.